# Commerce de Marseille
Le Commerce de Marseille est un navire de guerre en service dans la Marine française de 1788 à 1793, puis dans la Royal Navy britannique jusqu'en 1802. C'est un vaisseau de ligne de premier rang, portant 118 canons sur trois ponts. Ce vaisseau ne doit pas être confondu avec le Commerce de Marseille (en), septième navire de la classe Téméraire, lancé en 1785. C'est un bâtiment qui est construit selon les plans types standardisés des ingénieurs Sané et Borda. Il est capturé par la Royal Navy au siège de Toulon et termine sa carrière en tant que bateau-prison quelques années plus tard.

## Construction
Le Commerce de Marseille est le premier d'une série de seize unités, la classe Commerce de Marseille. Ce sont les plus puissants navires de guerre de la fin du XVIIIe siècle, destinés à être les vaisseaux-amiraux des escadres françaises.
Les plans du nouveau modèle de vaisseau trois-ponts sont établis en 1784 par l'ingénieur Sané, qui est aussi l'auteur des plans des nouveaux modèles de frégates de 18, de vaisseaux de 74 et de 80 canons : la Marine royale cherche à faire des économies d'échelle en standardisant ses nouvelles unités.
La construction des deux premiers vaisseaux de 118 canons est ordonnée le 30 septembre 1785, l'un à Toulon pour servir de navire amiral à la flotte du Levant, l'autre à Brest pour servir d'amiral à la flotte du Ponant. Celui de Toulon, construit de 1786 à 1790, est baptisé le Commerce de Marseille en l'honneur des négociants de cette ville qui participent au financement de sa construction par des dons importants réunis par leur chambre de commerce.

### Caractéristiques

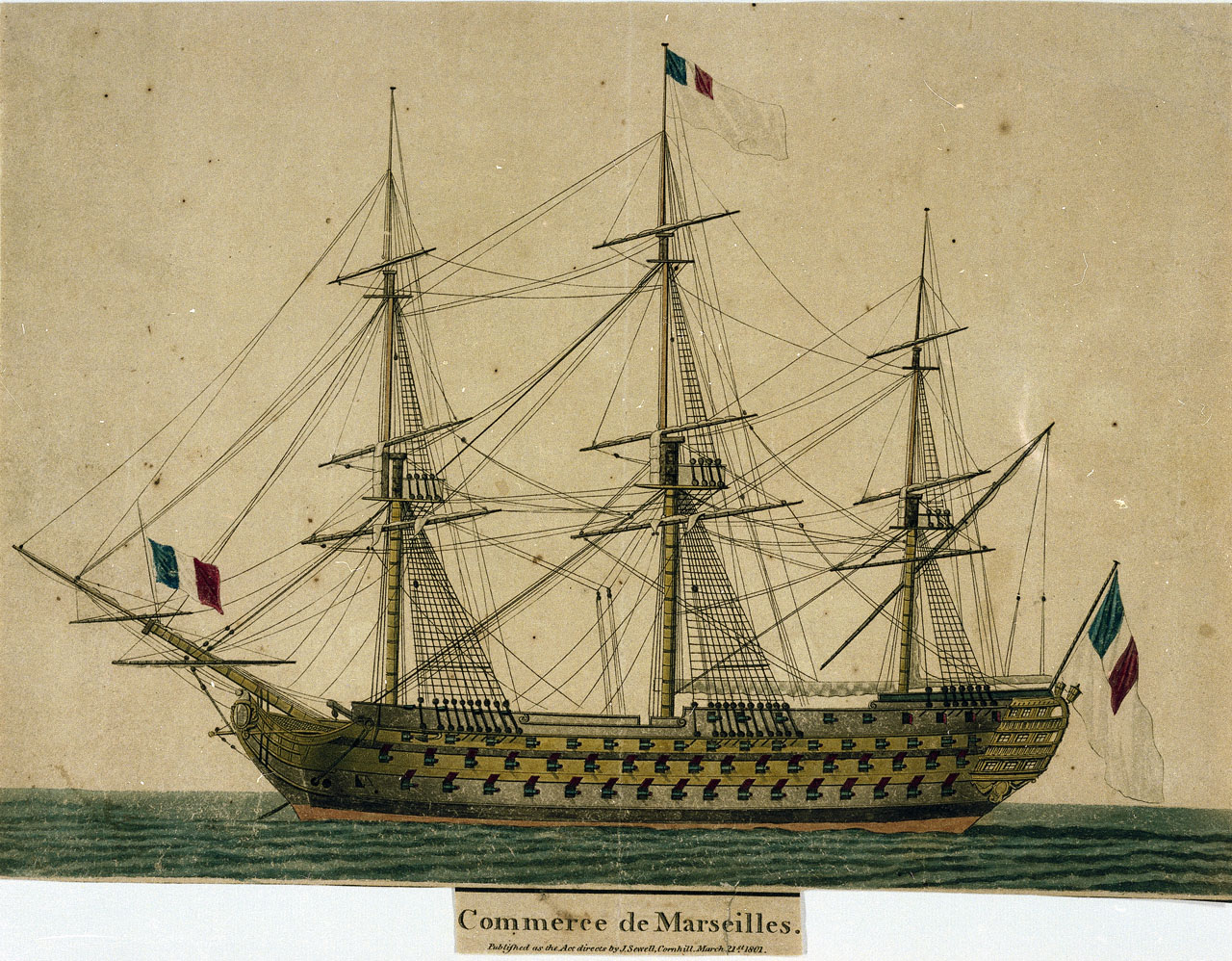
Le Commerce de Marseille sous pavillon royal et tricolore au début de la Révolution française.

La coque fait 196 pieds 6 pouces (soit 65,18 mètres) de long de l'étrave à l'étambot, 50 pieds de large (16,24 mètres) et 25 pieds de creux (8,12 mètres).
Le volume approche les 3 000 tonneaux, avec un déplacement à plein de 5 100 tonnes ; malgré les 3 200 m2 de voiles, la vitesse ne dépasse pas les 9 ou 10 nœuds maximum.
Bien que dénommé « vaisseau de 118 canons », le vaisseau porte en fait 124 pièces d'artillerie si on compte les caronades :
- 32 canons de 36 livres en première batterie ;
- 34 canons de 24 livres en deuxième batterie ;
- 34 canons de 12 livres en troisième batterie ;
- 18 canons de 8 livres et 6 obusiers de 36 livres sur les gaillards.

Le poids total d'une bordée est de 1 368 livres de boulets.
Les essences utilisées sont surtout du chêne (pour la coque), avec un peu de pin et de sapin (pour les différents mâts, composés de plusieurs troncs maintenus par des cercles de fer). Les pièces d'artillerie et les boulets sont en fer, les cordages en chanvre goudronné, les vingt-et-une voiles en toile de chanvre. L'étanchéité des œuvres vives est assurée par un calfatage au goudron, avec un doublage par 2 800 plaques en cuivre. La décoration de proue et de poupe est assez simple, surtout comparée à celle du règne de Louis XIV.
Grâce à notamment deux peintures représentant le vaisseau, on sait comment le vaisseau est peint : la première batterie et la carène sont en noir de fumée (gris très sombre), les deuxième et troisième batteries en ocre jaune, le bastingage en bleu outremer (ce qui est rare car à l'époque le bleu est cher), les ponts et l'intérieur sont blanchis à la chaux sauf dans les batteries qui sont ocre rouge, la décoration est en jaune de Naples avec quelques éléments dorés à la feuille d'or.

## Une courte carrière
Lancé le 7 septembre 1788, le Commerce de Marseille est achevé en octobre 1790, mais il ne sert pas longtemps de navire amiral à l'escadre du Levant alors que la guerre avec l'Angleterre reprend au début de 1793. Avec la chute de la monarchie, les troubles dans Toulon, déjà nombreux depuis 1789, s’amplifient et tournent à la guerre civile. Le 29 août 1793, la flotte anglo-espagnole de Hood entre dans la rade de Toulon ; le contre-amiral Saint-Julien donne l'ordre du branle-bas de combat, mais seuls quatre vaisseaux (dont le Commerce de Marseille, sans officier et commandé par l'équipage) sur dix-sept obéissent. La ville, avec l'arsenal et la majeure partie de la flotte, sont livrés aux Britanniques. Mais la contre-offensive républicaine s'organise et le 19 décembre 1793, l'armée française entre dans Toulon, juste après l'appareillage de la flotte britannique de Samuel Hood. Celui-ci emmène avec lui trois vaisseaux capturés, dont le Commerce de Marseille. Les stocks de bois de l'arsenal et neuf vaisseaux sont incendiés.
Le grand trois-ponts passe sous pavillon anglais et devient le HMS Commerce de Marseille. Dans un premier temps, l'Amirauté britannique, qui souffre d'un certain complexe d'infériorité vis-à-vis des constructions navales françaises, fait de lui un véritable panégyriques après l'avoir essayé : « Vaisseau aux lignes exceptionnellement fines, un bon navire de haute mer [...]. En dépit de ses dimensions, il navigue comme une frégate, il a une bonne tenue à la mer. Peu de navires sont comparables à lui, c´est un remarquable navire, très sûr et aisé ». Mais dans un deuxième temps, la marine anglaise semble ne pas savoir quoi faire de ce géant. L'un des plus importants constructeurs anglais, Gabriel Snodgrass, spécialiste des bâtiments de l’East India Company, juge les trois-ponts français comme « des monstres ridicules ». À la même époque, les marins français eux-mêmes leur préfèrent les 80 canons, plus rapides et plus manœuvrants. D'abord stationné à Portsmouth, le vaisseau part ensuite pour les Antilles, loin des combats que mène la Royal Navy dans les eaux européennes contre sa rivale française. En 1795, une tempête l'abîme gravement. Le Commerce de Marseille est transformé en magasin flottant, puis en ponton-prison à partir de février 1799. Il est finalement démoli en 1802.

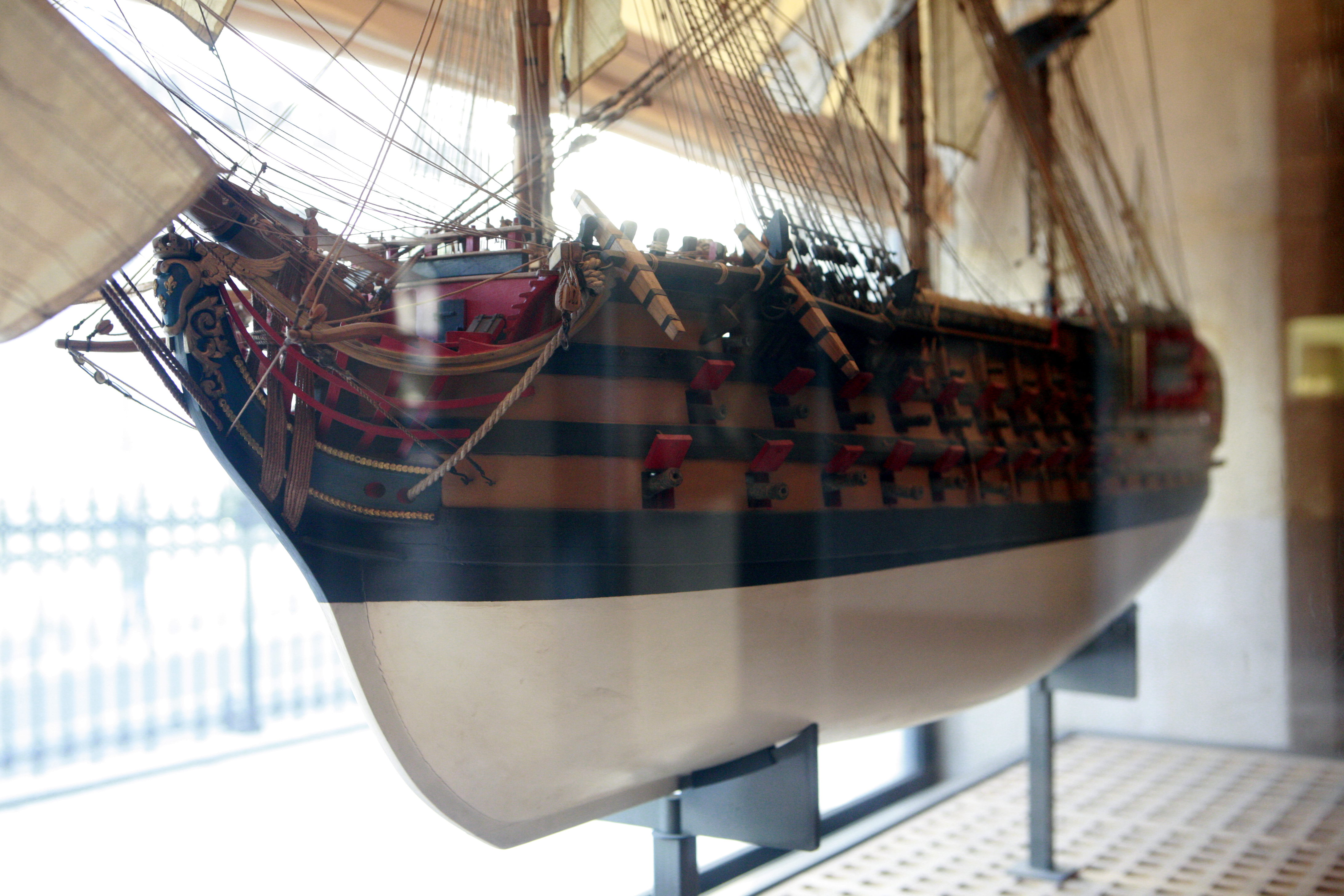
Vue générale avant de la carène effilée du vaisseau qui fait de lui un bon marcheur. Les œuvres vives sont peintes en blanc.
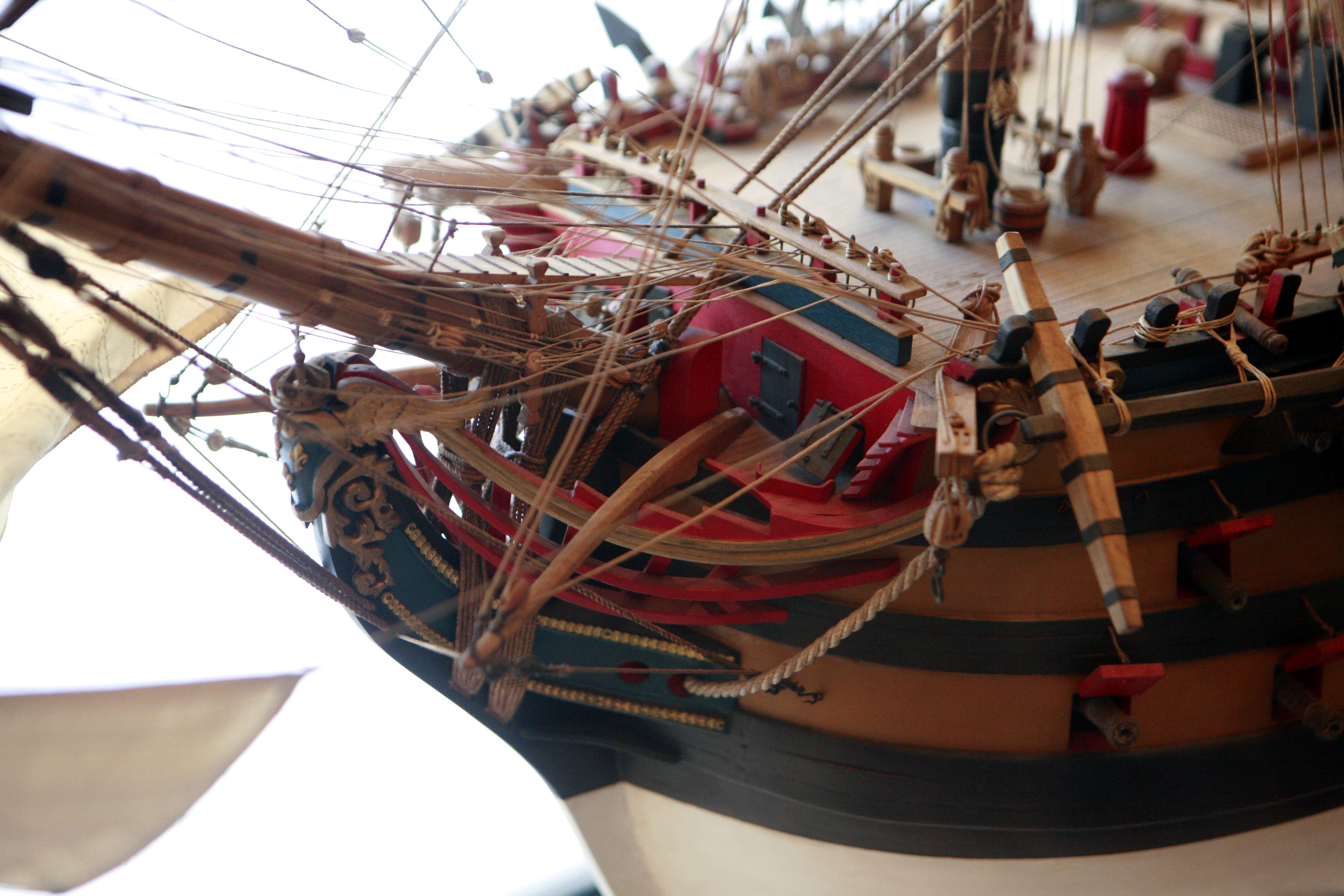
La proue avec le mât de beaupré incliné vers l'avant et la partie supérieure du gaillard d'avant, porteur du mat de misaine.
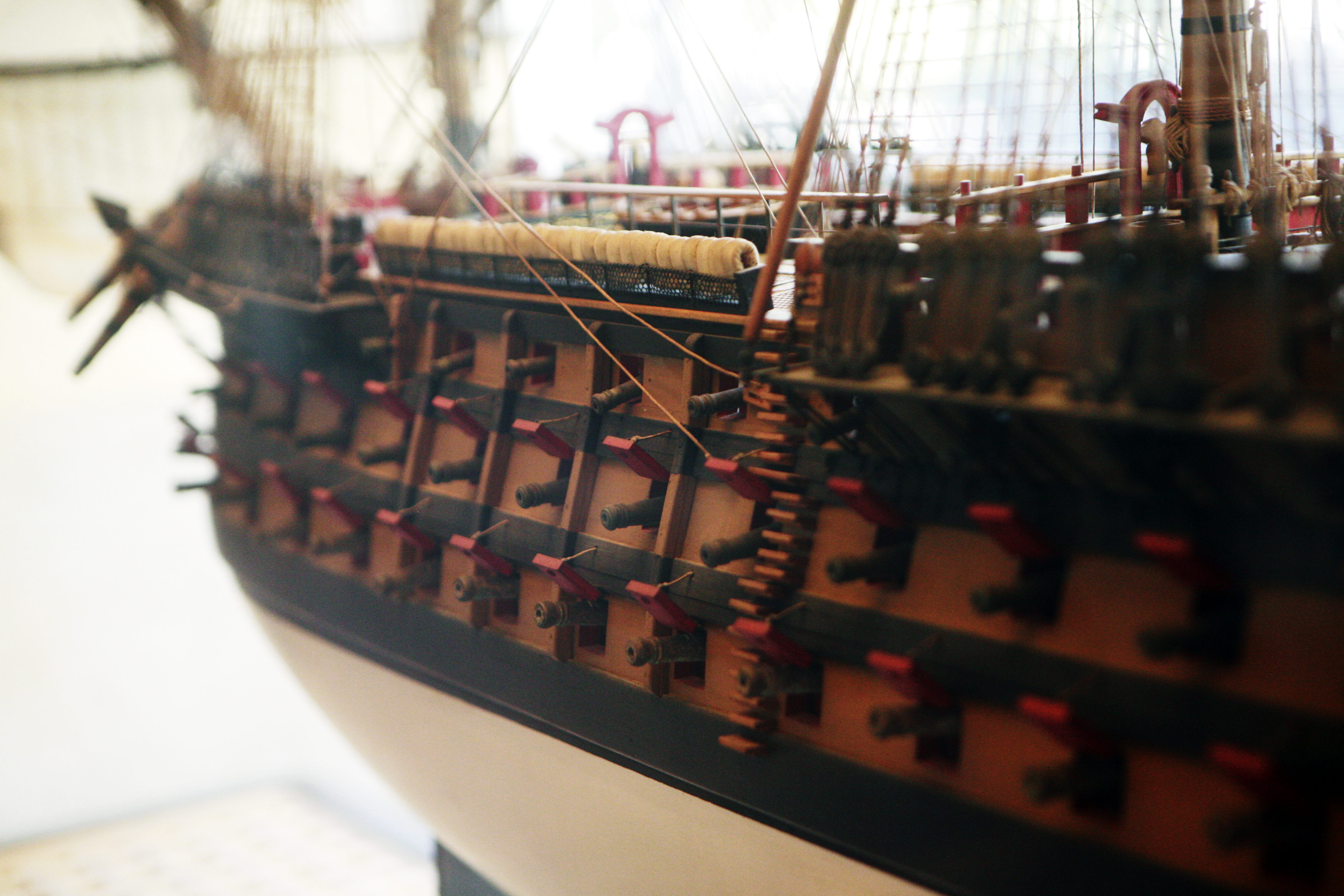
La muraille du vaisseau, avec ses trois batteries superposées qui donnent une idée plus précise de sa puissance de feu.
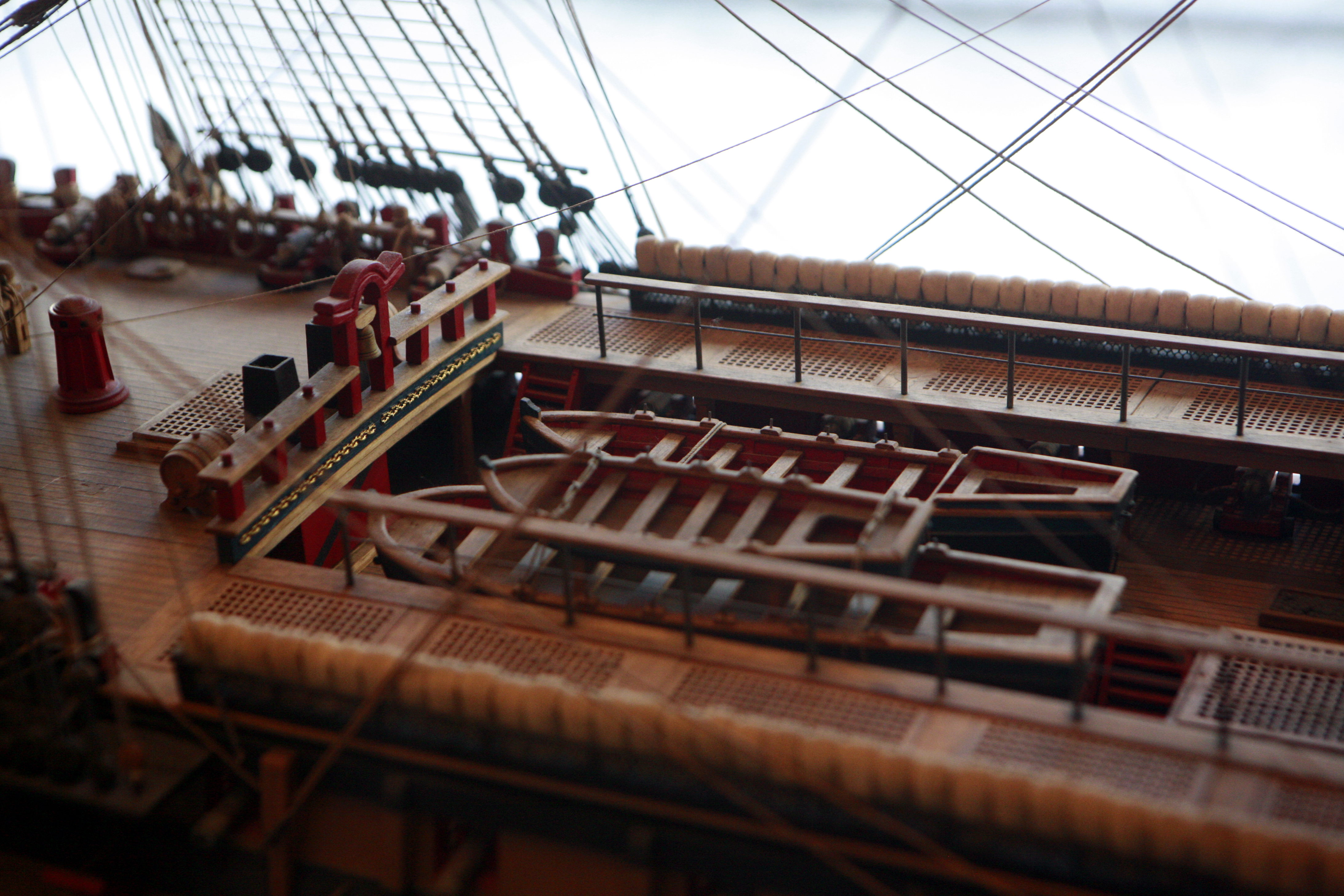
Vue sur la cloche qui donne l'heure du quart et des différentes embarcations de servitude du vaisseau.
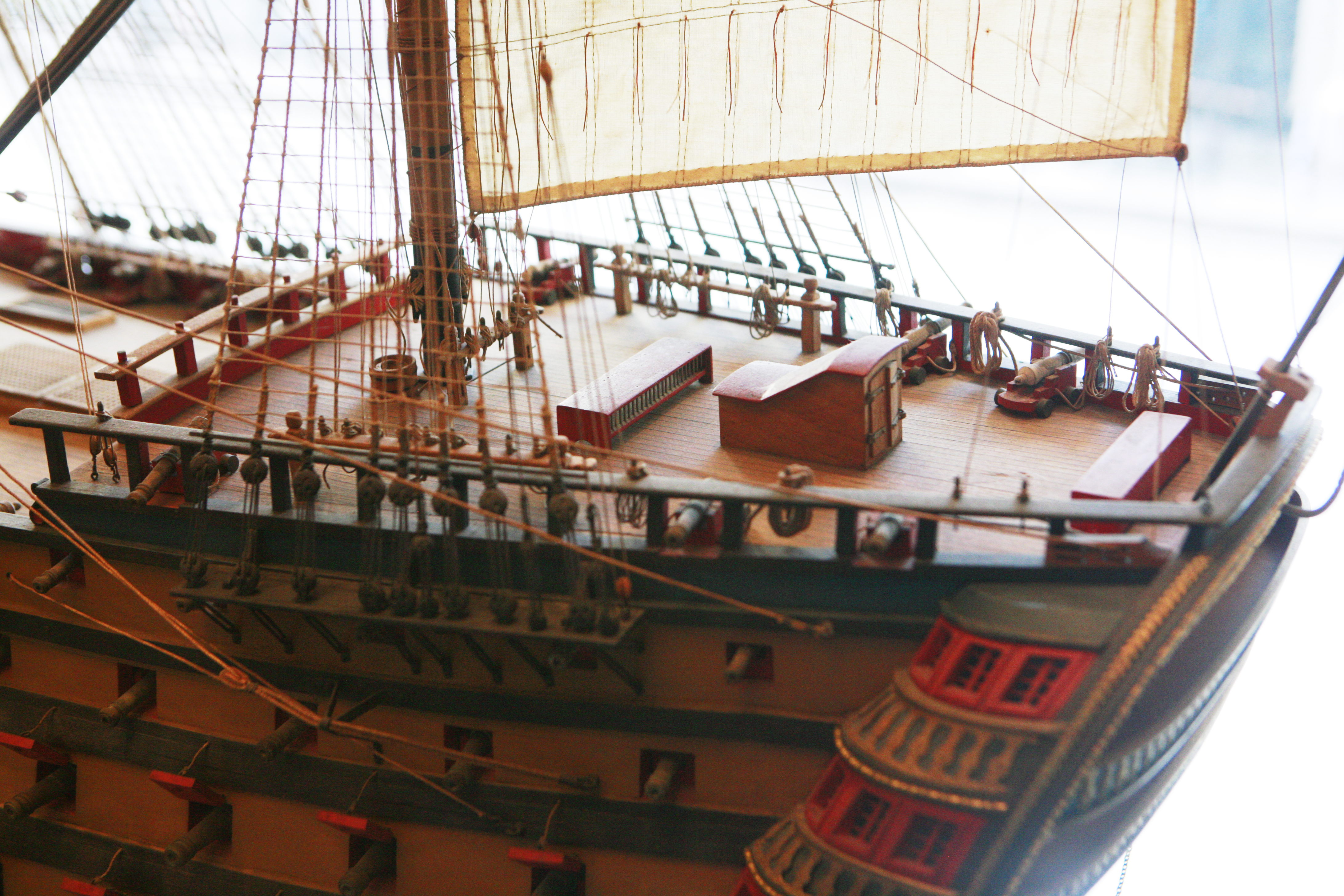
La dunette, partie supérieure du château arrière : elle porte le mat d'artimon et c'est le poste de commandement du vaisseau.
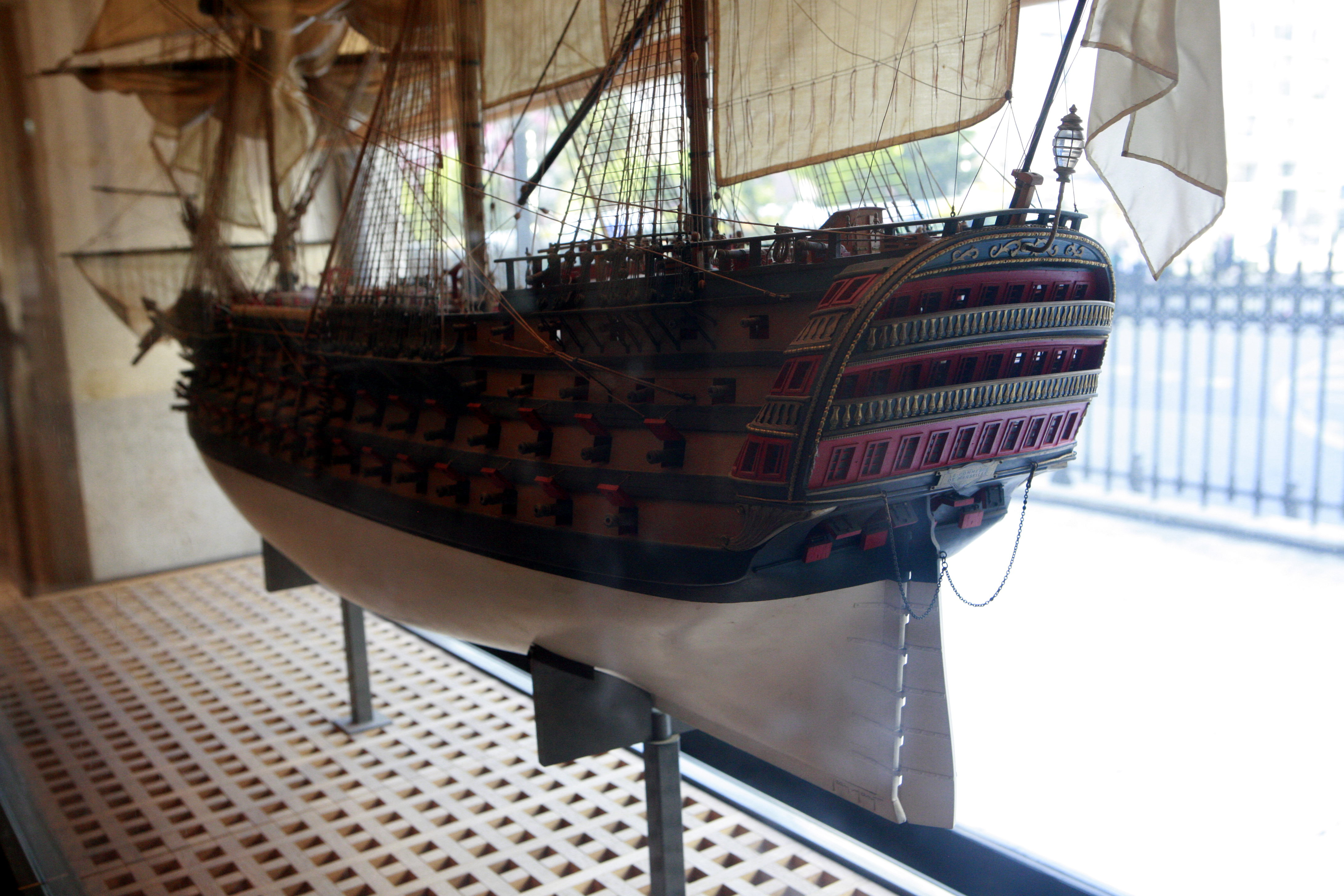
Vue générale du château arrière, avec la décoration sobre du tableau typique des vaisseaux de la fin du XVIIIe siècle.